# Sex (sèrie de televisió)
Sex és una sèrie de televisió danesa estrenada al canal TV 2 el 2020. Està dirigida per Amalie Næsby Fick i escrita per Clara Mendes. Es va editar una versió ampliada en què tots els episodis es van muntar un darrere l'altre. S'ha subtitulat al català.

## Sinopsi
És una història d'amor adolescent contemporània que es veu força influenciada per les xarxes socials. La vida de la Cathrine, que té poc més de vint anys, canvia després d'un petó a la teulada en una nit càlida a Copenhaguen. De sobte, perd el control de la seva vida. D'una banda, hi ha la seva companya de feina, la Selma, de qui vol més després d'aquest primer petó. De l'altra, hi ha el seu xicot, en Simon, amb qui té poc sexe i considera que el poc que tenen és suficient. Com que treballa en un centre d'atenció telefònica on dona consells sobre sexualitat i relacions, la falta de sexe li pesa molt. Després del petó de la Selma, no sap què fer i se sent famolenca, indefensa i sola. Es divideix entre el penediment i el desig, i arrossega cap al seu propi caos a tots els qui l'estimen, i a aquells a qui ella estima.

## Repartiment
- Asta Kamma August
- Nina Terese Rask
- Sara Fanta Traore
- Mohamed Djeziri
- Nanna Elisabeth Eide
- Morten Jørgensen
- Jonathan Bergholdt Jørgensen
- Farshad Kholghi
- Jens Malthe Næsby
- Kitt Maiken Mortensen